# Det røde træ
Det røde træ (på hollandsk: Avond; De rode boom) er et oliemaleri på lærred, som den hollandske kunstner Piet Mondrian lavede mellem 1908 og 1910. Det måler 70 x 99 cm. Det hører til samling på det kommunale museum i Haag. Maleriet er en eksplosion af farver i ildrøde og kobolt blå, markerer et brud med hans tidligere arbejde i en traditionel naturalistisk stil, og signaler hans første skridt mod abstraktion.
Det var aften, da Mondrian malede dette æbletræ i badebyen Domburg i Zeeland, hvor han, ligesom mange andre kunstnere tilbragte sommeren.
Maleriet findes i Gemeentemuseum Den Haag.

## Ekstern henvisninger
- Gemeentemuseum Arkiveret 12. april 2016 hos  Wayback Machine
- www.europeana.eu Arkiveret 2. juni 2016 hos  Wayback Machine

52°05′22″N 4°16′50″Ø / 52.089389°N 4.280689°Ø